# Colin Bailey
Colin James Bailey (* 9. Juli 1934 in Swindon, England; † 20. September 2021 in Port Hueneme) war ein britisch-US-amerikanischer Jazz-Schlagzeuger.

## Leben und Wirken
Bailey lernte schon als Kind Schlagzeugspiel und hatte ab sieben Unterricht. Von 1958 bis Anfang der 1960er Jahre lebte er in Australien, wo er mit Bryce Rohde und dem Australian Jazz Quartet (AJQ) spielte. Als das AJQ durch die Vereinigten Staaten tourte, wurde er von Vince Guaraldi in die Band geholt, wo Bailey an der Seite von Jimmy Witherspoon und Ben Webster bis 1963 spielte. Er ließ sich dann in Kalifornien nieder und arbeitete Anfang der 1960er-Jahre bei Clare Fischer (1962–64), Victor Feldman (1964), Joe Pass (1963/64), im Vince Guaraldi Trio (Jazz Impressions of „A Boy Named Charlie Brown“, 1964) und im Miles Davis Quintett, wo er 1963 gelegentlich Tony Williams ersetzte. 1964/65 ging er mit Benny Goodman auf eine Welttournee und wirkte an Fernsehshow von Terry Gibbs mit; 1966/67 ging er mit George Shearing auf Tournee. Außerdem arbeitete er in dieser Zeit mit Chet Baker, Roger Kellaway, Eddie Lockjaw Davis, Harry Sweets Edison, Ray Brown, João Gilberto, Blossom Dearie (1975) und Joanne Grauer.
1970 wurde Bailey US-amerikanischer Staatsbürger. Er arbeitete dann für sechs Jahre in der Begleitband von Ed Shaughnessy in der Tonight Show Band und hatte in der Fernwood Tonight Show eine Rolle als Schlagzeuger. 1979 zog er nach Texas und lehrte von 1981 bis 1984 an der North Texas State University. Später arbeitete er noch mit Ernestine Anderson, Richie Cole, Jimmy Rowles, Red Mitchell, Carol Sloane, Stefan Scaggiari, Joe Pass, John Pisano und Weslia Whitfield.
Im Bereich des Jazz war er laut Tom Lord zwischen 1956 und 2012 an 107 Aufnahmesessions beteiligt, zuletzt mit Frank Potenza und John Pisano.
Bailey schrieb daneben zwei Lehrbücher über Schlagzeug. Bailey starb im September 2021, nachdem er nach seiner Genesung von COVID-19 wegen einer Lungenentzündung in ein Krankenhaus eingeliefert worden war.

## Werke
- Colin Bailey: Bass Drum Control Solos. Hal Leonard Corporation, ISBN 0-634-04950-X

## Lexikalischer Eintrag
- Richard Cook, Brian Morton: The Penguin Guide to Jazz Recordings. 8. Auflage. Penguin, London 2006, ISBN 0-14-102327-9.
- Leonard Feather, Ira Gitler: The Biographical Encyclopedia of Jazz. Oxford University Press, New York 1999, ISBN 0-19-532000-X.